# Leap Motion
Leap Motion (рус. Скачкообразное движение) — разрабатываемая технология, основанная на захвате движения, для человеко-компьютерного взаимодействия.

## История
Основанная в 2010 году компания OcuSpec получила начальный капитал в 1.3 миллиона долларов через капиталовложения в июне 2011 года от венчурных компаний Andreessen Horowitz и Founders Fund. В мае 2012 года, Leap Motion объявила об $12.75 миллионном Фондовым раундом серии А, предоставленным компанией Highland Capital Partners с некоторыми добавлениями от текущих инвесторов. После работы в «закрытом режиме» с 2010 года, команда Leap Motion продемонстрировала свой первый продукт, The Leap, 21 мая 2012 года. Продажи начались 13 мая 2013 года.
В мае 2014 года компания Leap Motion выпустила общедоступную бета-версию своего программного обеспечения версии 2 для разработчиков. В августе 2014 года компания запустила режим отслеживания VR для своего основного программного обеспечения, предназначенного для обеспечения отслеживания рук, когда устройство установлено на гарнитурах виртуальной реальности, таких как Oculus Rift. Позже в том же году Leap Motion запустила глобальный игровой проект в партнерстве с независимым фестивалем игр IndieCade с призами на сумму более 75 000 долларов. На конкурс было подано более 150 работ. Второй конкурс в 2015 году собрал 189 работ. В марте 2015 года было объявлено, что грядущий комплект для разработки OSVR Hacker будет включать дополнительную лицевую панель со встроенным модулем Leap Motion. В феврале 2016 года Leap Motion выпустила новое программное обеспечение под названием Orion, созданное для использования в виртуальной реальности.
В мае 2019 года Leap Motion была приобретена Ultrahaptics; объединённая компания получила название Ultraleap. Сообщенная цена покупки составила 30 миллионов долларов — около 10 % от оценки компании в 300 миллионов долларов, проводимой в 2013 году.

## Оборудование
В качестве партнера по оборудованию у Leap Motion выступает компания ASUS, которая рассчитывает продавать ноутбуки класса «high end», а также AiO (Все в одном) ПК с подобной технологией к концу 2013 года. 
Вместе с Asus данной технологией заинтересовалась компания HP, которая уже представила первый прототип ноутбука HP ENVY17 Leap Motion Special Edition.

## Технология
The Leap — это небольшое USB-устройство, разработанное для стола пользователей, рабочей частью располагается вверх, тем самым создавая 3D-область взаимодействия объёмом около 227 дециметров кубических(то есть мнимом кубе со стороной 61 см). Как представлено на видеозаписях, внутри этой области The Leap отслеживает движение пальцев и рук, карандашей, ручек, палочек для еды с большой точностью.
На демонстрации для CNET, The Leap использовался для навигации по веб-сайтам, увеличения карт с помощью движения двух пальцев, достаточно точного рисования и манипуляций с 3D объектами. Гендиректор Leap Motion Michael Buckwald сообщил CNET:
«Мы хотим создать приложение, которое перевернёт мир, которое полностью изменит взаимодействие человека с операционной системой или серфингом в Интернете…Наша цель — коренным образом изменить взаимодействие компьютера и человека, то есть делать всё то, что раньше делалось мышью. Несомненно это отразится на каждом, начиная от простых повседневных задач и заканчивая любым технологическим процессом, который только можно представить.»

(англ.) «We want there to be world-changing applications that fundamentally transform how people interact with their operating system or browse the Web…. The goal is to fundamentally transform how people interact with computers and to do so in the same way that the mouse did, which means that the transformation affects everyone, both from the most basic use case all the way up to the most advanced use cases you can imagine for computing technology.»
Leap Motion распространила тысячи устройств бесплатно разработчикам, которые заинтересованы в разработке приложений под него.

## Сообщество разработчиков
В декабре 2013 года Founders Fund и SOSV анонсировали LEAP.AXLR8R, бизнес-акселератор для стартапов, использующих инновационное использование контроллера Leap Motion. Среди проектов, вышедших из акселератора, были Diplopia (теперь Vivid Vision), технический стартап, использующий Leap Motion Controller и Oculus Rift для глаз. MotionSavvy разрабатывает чехол для планшета с технологией Leap Motion, который может интерпретировать язык жестов.
У Leap Motion есть магазин приложений под названием Airspace, где продаются приложения, созданные разработчиками. По состоянию на май 2014 года в магазине было более 200 приложений, включая интеграцию с Google Планета Земля, виртуальное приложение для лепки из глины, цифровой музыкальный инструмент, и виртуальной демонстрации реальности.
Контроллер Leap Motion также использовался хирургами и исследователями для медицинского программного обеспечения, автомобильными компаниями для концепт-каров, и музыкантами для композиции в Ableton Live. В 2016 году AltspaceVR добавила поддержку отслеживания рук для контроллера Leap Motion к своей социальной онлайн-платформе.